# Çağlar Söyüncü
Çağlar Söyüncü (phát âm Thổ Nhĩ Kỳ:  [tʃaːlaɾ sœjyndʒy]; sinh 23 tháng 5 năm 1996) là một cầu thủ bóng đá chuyên nghiệp người Thổ Nhĩ Kỳ, đang chơi ở vị trí trung vệ cho câu lạc bộ Atlético Madrid tại La Liga và Đội tuyển bóng đá quốc gia Thổ Nhĩ Kỳ.
Gia nhập Freiburg vào kỳ chuyển nhượng mùa hè 2016, anh là cầu thủ bóng đá Thổ Nhĩ Kỳ đầu tiên chuyển đến Bundesliga từ TFF First League, giải bóng đá cấp độ chuyên nghiệp cao thứ hai của Thổ Nhĩ Kỳ.
Ra mắt đội tuyển quốc gia năm 2016, Söyüncü là cầu thủ đầu tiên của Altınordu được gọi lên đội tuyển quốc gia Thổ Nhĩ Kỳ sau 78 năm, kể từ Sait Altınordu, cầu thủ mang tính biểu tượng của câu lạc bộ. Anh cũng là cầu thủ đầu tiên được gọi vào đội tuyển quốc gia trong các câu lạc bộ ở İzmir kể từ năm 1997.

## Sự nghiệp câu lạc bộ

### Altınordu SK
Trong mùa giải 2015/2016, anh đã được liên hệ với Beşiktaş JK, Galatasaray SK và Sevilla FC nhưng Söyüncü khi đó mới 20 tuổi đã chọn Bundesliga vì anh nghĩ đó là môi trường tốt nhất để phát triển sự nghiệp của mình.

### SC Freiburg
Vào ngày 24 tháng 5 năm 2016, Söyüncü gia nhập câu lạc bộ SC Freiburg của Đức, đội bóng vừa được thăng hạng lên Bundesliga mùa giải 2016/2017.  Anh ra mắt Bundesliga trong trận thua Hertha Berlin 2-1 ở vòng 1, vào ngày 28 tháng 8 năm 2016.  Anh được liên hệ với Lille OSC, AS Roma và Villarreal CF trong kỳ chuyển nhượng mùa đông. Manchester City cũng được cho là quan tâm đến Söyüncü.

### Leicester City
Vào ngày 09 Tháng 8 năm 2018, Söyüncü gia nhập câu lạc bộ ở Ngoại Hạng Anh là Leicester City với một bản hợp đồng năm năm, với điều kiện gia hạn thêm tùy thuộc vào sự đóng góp của anh cho câu lạc bộ nước Anh.

### Atlético Madrid
Vào ngày 5 tháng 7 năm 2023, Söyüncü gia nhập đội bóng tại La Liga của Tây Ban Nha Atlético Madrid theo hợp đồng 4 năm.

## Sự nghiệp quốc tế
Vào tháng 11 năm 2015, Söyüncü được HLV Fatih Terim triệu tập vào đội tuyển quốc gia Thổ Nhĩ Kỳ, sau chấn thương của trung vệ Serdar Aziz. Vào ngày 17 tháng 11 năm 2015, anh ngồi trên băng ghế dự bị cho trận đấu giao hữu với Hy Lạp nhưng không được vào sân. Vào ngày 18 tháng 3 năm 2016, anh được gọi vào đội tuyển quốc gia cho các trận giao hữu với Thụy Điển và Áo, được diễn ra vào ngày 24 tháng 3 năm 2016 tại Antalya, Thổ Nhĩ Kỳ và vào ngày 29 tháng 3 tại Áo.
Söyüncü có lần ra mắt cho đội tuyển quốc gia vào ngày 24 tháng 3 năm 2016 khi vào sân thay Ozan Tufan trong những phút cuối trận giao hữu với Thụy Điển. Lần thứ 2, anh đã được ra sân chính thức trong trận giao hữu hòa 0-0 với đội tuyển Nga vào ngày 1 tháng 9 năm 2016.

## Phong cách thi đấu
Çağlar sở hữu khả năng chỉ đạo hàng thủ, cầm bóng, đọc tình huống và không chiến tốt. Năm 2016, anh tâm sự rằng thần tượng của mình là Carles Puyol và cũng rất ngưỡng mộ Mats Hummels.

## Thống kê sự nghiệp

### Câu lạc bộ
Kể từ ngày 18 tháng 5 năm 2021
| Câu lạc bộ          | Mùa giải            | Giải đấu            | Giải đấu | Giải đấu | Cúp quốc gia | Cúp quốc gia | Cúp liên đoàn | Cúp liên đoàn | Khác | Khác | Tổng cộng | Tổng cộng |
| Câu lạc bộ          | Mùa giải            | Hạng                | Trận     | Bàn      | Trận         | Bàn          | Trận          | Bàn           | Trận | Bàn  | Trận      | Bàn       |
| ------------------- | ------------------- | ------------------- | -------- | -------- | ------------ | ------------ | ------------- | ------------- | ---- | ---- | --------- | --------- |
| Altınordu           | 2014-15             | TFF First League    | 4        | 0        | 6            | 0            | -             | -             | -    | -    | 10        | 0         |
| Altınordu           | 2015-16             | TFF First League    | 30       | 2        | 0            | 0            | -             | -             | -    | -    | 30        | 2         |
| Altınordu           | Tổng cộng           | Tổng cộng           | 34       | 2        | 6            | 0            | -             | -             | -    | -    | 40        | 2         |
| SC Freiburg         | 2016-17             | Bundesliga          | 24       | 0        | 1            | 0            | -             | -             | -    | -    | 25        | 0         |
| SC Freiburg         | 2017-18             | Bundesliga          | 26       | 1        | 2            | 0            | -             | -             | 2    | 0    | 30        | 1         |
| SC Freiburg         | Tổng cộng           | Tổng cộng           | 50       | 1        | 3            | 0            | -             | -             | 2    | 0    | 55        | 1         |
| Leicester City      | 2018-19             | Ngoại Hạng Anh      | 6        | 0        | 0            | 0            | 2             | 0             | -    | -    | 8         | 0         |
| Leicester City      | 2019-20             | Ngoại Hạng Anh      | 34       | 1        | 4            | 0            | 4             | 0             | —    | —    | 42        | 1         |
| Leicester City      | 2020–21             | Ngoại Hạng Anh      | 22       | 1        | 6            | 0            | 0             | 0             | 3    | 0    | 31        | 1         |
| Leicester City      | Tổng cộng           | Tổng cộng           | 62       | 2        | 10           | 0            | 6             | 0             | 3    | 0    | 81        | 2         |
| Tổng cộng sự nghiệp | Tổng cộng sự nghiệp | Tổng cộng sự nghiệp | 146      | 5        | 19           | 0            | 6             | 0             | 5    | 0    | 176       | 5         |

### Quốc tế
(Kể từ trận đấu diễn ra ngày 19 tháng 11 năm 2022)
| Đội tuyển quốc gia | Năm     | Trận | Bàn |
| ------------------ | ------- | ---- | --- |
| Thổ Nhĩ Kỳ U-18    | 2014    | 1    | 0   |
| Thổ Nhĩ Kỳ U-19    | 2015    | 3    | 0   |
| Thổ Nhĩ Kỳ U-20    | 2015    | 3    | 0   |
| Thổ Nhĩ Kỳ U-21    | 2015    | 1    | 0   |
| Thổ Nhĩ Kỳ         | 2016    | 2    | 0   |
| Thổ Nhĩ Kỳ         | 2017    | 9    | 0   |
| Thổ Nhĩ Kỳ         | 2018    | 11   | 1   |
| Thổ Nhĩ Kỳ         | 2019    | 6    | 0   |
| Thổ Nhĩ Kỳ         | 2020    | 2    | 0   |
| Thổ Nhĩ Kỳ         | 2021    | 13   | 1   |
| 2022               | 8       | 0    |     |
| Toàn bộ            | Toàn bộ | 51   | 2   |

### Bàn thắng quốc tế
Bàn thắng và kết quả của Thổ Nhĩ Kỳ được để trước.
| #  | Ngày                | Địa điểm                                      | Đối thủ | Bàn thắng | Kết quả | Giải đấu                 |
| -- | ------------------- | --------------------------------------------- | ------- | --------- | ------- | ------------------------ |
| 1. | 1 tháng 6 năm 2018  | Sân vận động Genève, Genève, Thụy Sĩ          | Tunisia | 2–2       | 2–2     | Giao hữu                 |
| 2. | 27 tháng 3 năm 2021 | Sân vận động La Rosaleda, Málaga, Tây Ban Nha | Na Uy   | 2–0       | 3–0     | Vòng loại World Cup 2022 |

## Danh hiệu
Leicester City
- FA Cup: 2020–21[5]
- FA Community Shield: 2021[6]